# Drosendorf am Eggerbach
Drosendorf am Eggerbach (amtlich Drosendorf a.Eggerbach)  ist ein Gemeindeteil des Marktes Eggolsheim im Landkreis Forchheim (Oberfranken, Bayern).

## Geografie
Das Pfarrdorf am Ostrand des Erlanger Albvorlandes befindet sich etwa fünf Kilometer nordöstlich des Ortszentrums von Eggolsheim auf einer Höhe von 334 m ü. NHN.

## Geschichte
Bis zum Beginn des 19. Jahrhunderts unterstand Drosendorf der Landeshoheit des Hochstifts Bamberg. Die Dorf- und Gemeindeherrschaft übte dessen Amt Eggolsheim in seiner Funktion als Vogteiamt aus. Auch die Hochgerichtsbarkeit stand diesem Amt als Centamt zu.
Als das Hochstift Bamberg infolge des Reichsdeputationshauptschlusses 1802/03 säkularisiert und unter Bruch der Reichsverfassung vom Kurfürstentum Pfalz-Baiern annektiert wurde, wurde Drosendorf ein Bestandteil der durch die „napoleonische Flurbereinigung“ neubayerischen Gebiete.
Durch die Verwaltungsreformen zu Beginn des 19. Jahrhunderts im Königreich Bayern wurde Drosendorf mit dem Zweiten Gemeindeedikt 1818 eine Ruralgemeinde. Im Zuge der Gebietsreform in Bayern wurde die Gemeinde Drosendorf am 1. Juli 1972 in den Markt Eggolsheim eingegliedert. Im Jahr 1987 zählte Drosendorf 270 Einwohner.

## Verkehr
Die von Weigelshofen kommende Kreisstraße FO 5 verläuft am westlichen Ortsrand und führt weiter nach Drügendorf. Mit diesem Ort und mit Ebermannstadt und Niedermirsberg ist Drosendorf auch über eine Gemeindeverbindungsstraße verbunden. Der ÖPNV bedient das Dorf an einer Haltestelle der Buslinie 266 des VGN in Richtung Forchheim und in die Gegenrichtung nach Eggolsheim, außerdem wird der Ort von der Linie 220 angefahren. Der nächstgelegene Bahnhof an der Bahnstrecke Nürnberg–Bamberg befindet sich in Eggolsheim.
Durch den Ort verläuft der Fränkische Marienweg.

## Baudenkmäler

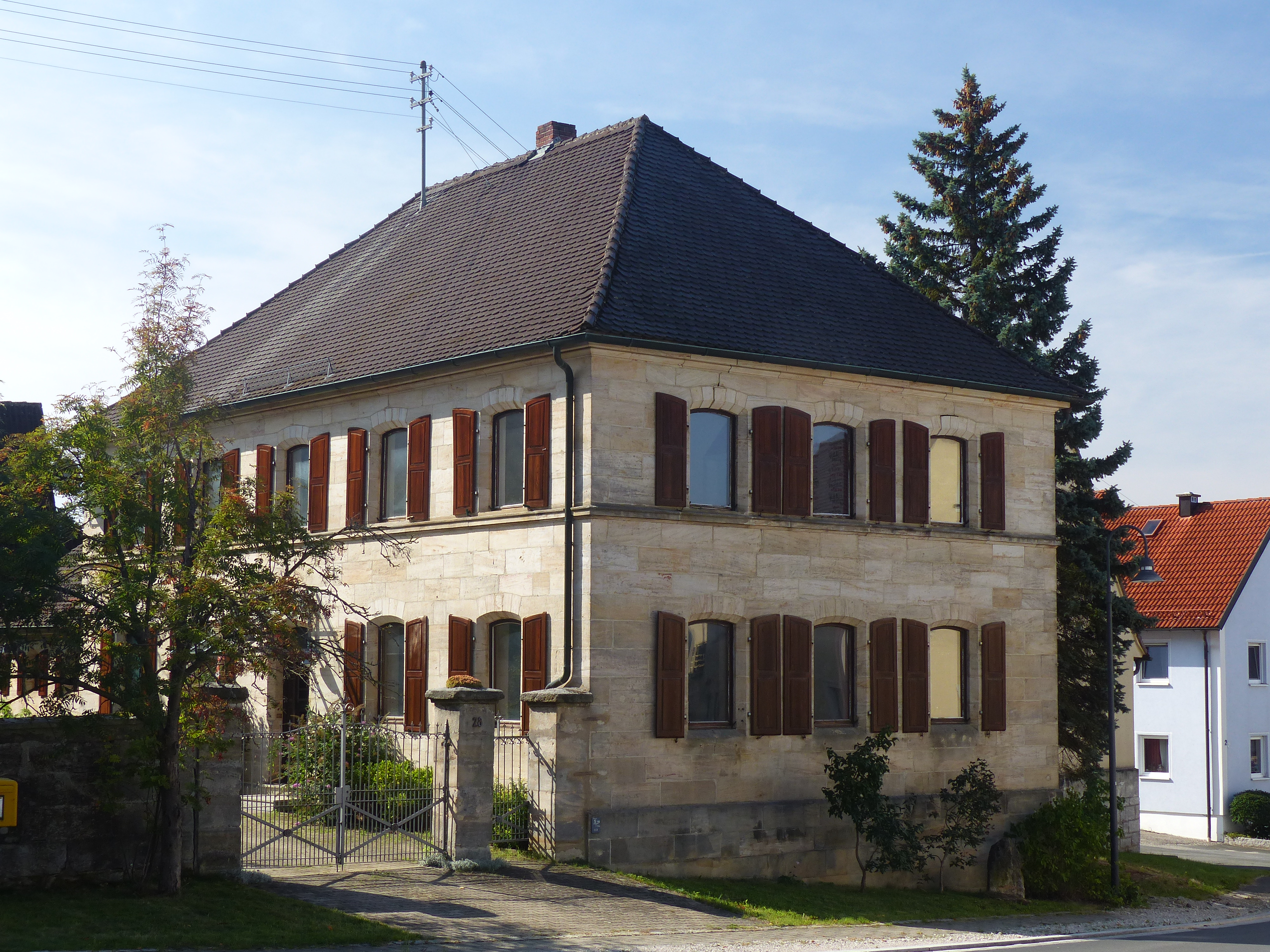
Das Pfarrhaus von Drosendorf

In und um Drosendorf gibt es fünf denkmalgeschützte Objekte, nämlich die Kirche Mariä Heimsuchung und das Pfarrhaus, ein Bauernhaus, eine Feldkapelle und einen Bildstock.